# Alizée Patiès
Alizée Patiès (1995) es una deportista francesa que compite en triatlón.
Ganó dos medallas en el Campeonato Mundial de Triatlón Campo a Través, bronce en 2023 y oro en 2025. Además, obtuvo dos medallas en el Campeonato Mundial de Xterra Triatlón, bronce en 2022 y plata en 2023, y dos medallas en el Campeonato Europeo de Xterra Triatlón, plata en 2022 y bronce en 2023.

## Palmarés internacional
| Campeonato Mundial | Campeonato Mundial  | Campeonato Mundial | Campeonato Mundial |
| Año                | Lugar               | Medalla            | Prueba             |
| ------------------ | ------------------- | ------------------ | ------------------ |
| 2023               | Ibiza (España)      | Medalla de bronce  | Individual         |
| 2025               | Pontevedra (España) | Medalla de oro     | Individual         |

| Campeonato Mundial | Campeonato Mundial           | Campeonato Mundial | Campeonato Mundial |
| Año                | Lugar                        | Medalla            | Prueba             |
| ------------------ | ---------------------------- | ------------------ | ------------------ |
| 2022               | Molveno (Italia)             | Medalla de bronce  | Individual         |
| 2023               | Trento (Italia)              | Medalla de plata   | Individual         |
| Campeonato Europeo |                              |                    |                    |
| Año                | Lugar                        | Medalla            | Prueba             |
| 2022               | Prachatice (República Checa) | Medalla de plata   | Individual         |
| 2023               | Namur (Bélgica)              | Medalla de bronce  | Individual         |